# Jean-Michel Marchand
Pour les articles homonymes, voir Marchand.
Jean-Michel Marchand, né le 13 octobre 1947 à Thouars (Deux-Sèvres), est un homme politique français. Membre des Verts jusqu'en 2006, il quitte alors ce parti pour le Parti radical de gauche. Il est député de la 4e circonscription de Maine-et-Loire de 1997 à 2002, maire de Saumur de 2001 à 2008 puis de 2014 à 2017. Il est président de la communauté d'agglomération Saumur Val de Loire de 2017 à 2020.

## Biographie
Principal de collège de formation, il devient député Vert de la quatrième circonscription de Maine-et-Loire de 1997 à 2002 à la faveur d'une « triangulaire » qui l'oppose à deux candidats du centre et de droite, Louis Robineau (UDF) et Jean-Pierre Pohu (RPR). En 2001, il devient maire de Saumur, il est alors l'un des rares maires Vert d'une ville de plus de 25 000 habitants. Malgré l'opposition de son parti au cumul des mandats, il continue à cumuler cette fonction avec celles de président de la Communauté d'agglomération de Saumur Loire Développement et de conseiller général du canton de Saumur-Nord (en 2004). 
Postulant aux élections législatives de 2007, il n'est pas investi par les Verts qui refusent le cumul des mandats. Il annonce alors son départ pour le PRG qu'il représente dans la troisième circonscription de Maine-et-Loire contre le député UMP sortant Jean-Charles Taugourdeau. Il est battu lors de cette élection qui voit la réélection dès le premier tour du député sortant.
Lors des élections municipales françaises de 2008, il perd la mairie de Saumur.
En 2011, il est réélu conseiller général du canton de Saumur-Nord.
Le 30 mars 2014, il remporte le second tour des élections municipales de Saumur, à la tête d'une liste de rassemblement de la gauche, après fusion avec la liste de Jackie Goulet (DVG), arrivé à la quasi-égalité avec Jean-Michel Marchand au premier tour.
Il est fait Chevalier de la Légion d'honneur le 14 avril 2017